# 納扎維濟夫
48°40′11″N 24°35′48″E / 48.66972°N 24.59667°E
納扎維濟夫（烏克蘭語：Назавизів），是烏克蘭的村落，位於該國西部伊萬諾-弗蘭科夫斯克州，由納德沃爾納亞區負責管轄，始建於1479年，面積62.5平方公里，2001年人口1,895，人口密度每平方公里30.3人。